# Henry John Milnes MacAndrew

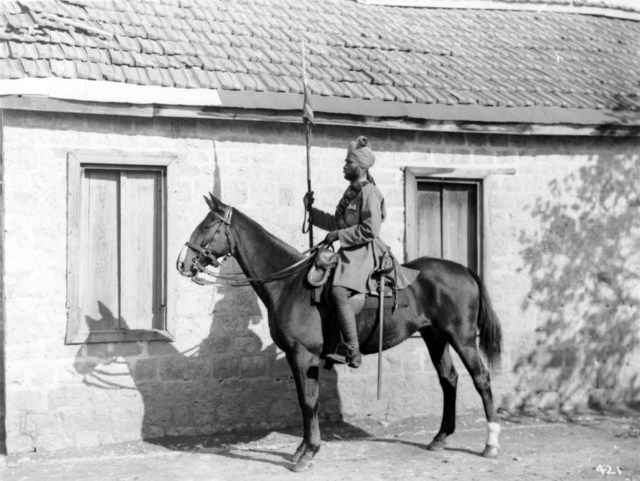
Lancier rajpoute de l'armée britannique près d'Alep, 1918

Henry John Milnes MacAndrew (1866-1919) est un militaire de l'armée britannique qui a servi dans l'empire britannique des Indes puis, pendant la Première Guerre mondiale, en France et au Moyen-Orient. D'origine écossaise, il est chef d'état-major de brigade (brigade major (en)) de Douglas Haig de 1903 à 1906 quand ce dernier est inspecteur général de la cavalerie de l'armée indienne britannique. En 1915, il est nommé chef d'état-major de l'Indian Cavalry Corps (en) sur le front français. De 1916 à 1919, avec le grade de major-général, il commande la 5e division de cavalerie anglo-indienne et participe à la campagne du Sinaï et de la Palestine. En octobre 1918, pendant la poursuite de Haritan (en), alors que Harry Chauvel, chef de la cavalerie de l'Egyptian Expeditionary Force, souhaite marquer un repos à Homs pour regrouper ses forces, MacAndrew insiste pour continuer vers Alep, avec l'aide des insurgés arabes commandés par l'émir Fayçal, avant que les Ottomans ne soient prêts à la défendre. MacAndrew parvient à convaincre le général en chef Edmund Allenby et commande une des deux colonnes rapides anglo-arabes qui convergent vers Alep. Mais ce sont les Arabes du chérif Nassir ibn Hussein qui s'en emparent lors de la bataille d'Alep, dans la nuit du 25 au 26 octobre 1918. Les Ottomans évacuent leurs positions sans que les forces de MacAndrew, peu nombreuses, parviennent à leur couper la retraite. MacAndrew meurt accidentellement, brûlé vif, en 1919.
Distinctions
Compagnon de l'ordre du Bain et de l'ordre du Service distingué.